# Puntius disa
Puntius disa är en fiskart som först beskrevs av Herre 1932.  Puntius disa ingår i släktet Puntius och familjen karpfiskar. IUCN kategoriserar arten globalt som akut hotad. Inga underarter finns listade i Catalogue of Life.